# Allocyttus niger
Arrose noir
Espèce
Allocyttus niger, communément appelé l’Arrose noir, est une espèce de poissons téléostéens de la famille des Oreosomatidae. C'est une espèce encore mal connue, qui vit au-dessus des grands fonds marins et qui semble se reproduire sur les flancs des montagnes sous-marines.

## Systématique
L'espèce Allocyttus niger a été décrite en 1988 par Gavin D. James (d), Tadashi Inada (d) & Izumi Nakamura (d).

## Répartition
Allocyttus niger se rencontre dans le Sud-Ouest du Pacifique (Nouvelle-Zélande, Australie, Tasmanie). Cette espèce est présente au profondeurs comprises entre 560 et 1 300 m.

## Description
La taille maximale connue pour Allocyttus niger est de 47 cm mais sa taille habituelle est d'environ 35 cm. Sa masse maximale publiée est de 1,5 kg et son âge maximal reporté est d'une centaine d'années.

## Étymologie
Son épithète spécifique, du latin niger, « noir », fait référence à la teinte des spécimens fraichement capturés.

## Publication originale
- (en) Gavin D. James, Tadashi Inada et Izumi Nakamura, « Revision of the oreosomatid fishes (Family Oreosomatidae) from the southern oceans, with a description of a new species », New Zealand Journal of Zoology, Société royale de Nouvelle-Zélande et Taylor & Francis, vol. 15, no 2,‎ avril 1988, p. 291-326 (ISSN 0301-4223 et 1175-8821, DOI 10.1080/03014223.1988.10422620).